# Kevork Malikyan
Kevork Malikyan (nacido el 2 de junio de 1943) es un actor británico. Es particularmente notable por su papel en Midnight Express (1978) e interpretar a Kazim en Indiana Jones y la última cruzada (1989).

## Biografía
Malikyan, nació en Diyarbakır, Turquía. Cuando Malikyan tenía 10 años, un arzobispo decidió abrir un seminario religioso en Üsküdar, Estambul, con la intención de acoger a los niños pobres de padres armenios de varias partes de Turquía y criarlos como sacerdotes. Malikyan fue interrogado por un sacerdote que quería determinar si era o no un buen candidato para el sacerdocio. Su padre le dijo que fuera al seminario porque no podía pagarle una educación debido a problemas financieros. Aunque Malikyan estaba preocupado porque no tenía amigos en Estambul y tuvo que dejar atrás a sus padres, se fue a la ciudad para hacerse sacerdote.
Malikyan fue enviado al orfanato Karagözyan en Şişli donde pasó dos años antes de asistir al seminario religioso en Üsküdar. En el seminario, hubo un pequeño escenario donde los estudiantes actuaron en turco y armenio. Cuando tenía 16 años, un sacerdote anglicano fue invitado a la escuela para enseñarles inglés. Era un graduado de Oxford que escribió libros de historia. El hombre también era aficionado a la actuación y había preparado Richard III de Shakespeare en inglés, en el que Malikyan interpretaba a Richard. Al sacerdote le debe haber gustado la actuación de Malikyan, porque le dijo al director de la escuela que Malikyan debería convertirse en actor y no en sacerdote. El patriarca le preguntó a Malikyan su opinión sobre el asunto, pero Malikyan no estaba seguro debido a problemas financieros. El padre Harding, un sacerdote británico, le encontró una beca en Gran Bretaña.
Malikyan se graduó de la Escuela Superior Armenia Surp Haç en Estambul, luego se trasladó a Londres en 1963 para recibir educación de actuación graduada de la prestigiosa escuela de arte dramático Rose Bruford College y recibió diplomas de actuación y docencia de la escuela. Ahora vive en Estambul, donde también trabaja como profesor.

## Carrera profesional
Durante su carrera, Malikyan ha trabajado con muchos directores y actores, entre ellos Steven Spielberg, Roger Moore, Alan Parker, Sigourney Weaver, Michael Caine y Anthony Hopkins. Además del trabajo cinematográfico, ha aparecido en numerosas producciones de televisión, incluidos episodios de The Saint, The Professionals, Mind Your Language, Auf Wiedersehen Pet, The Avengers, Doctor Who y dos veces en Minder.

## Filmografía
La siguiente es una lista incompleta de su filmografía:
- The Man Who Haunted Himself (1970) – Luigi
- The Professionals (series) episodes: Blind Run (Hanish) / Backtrack (Terrorist) (1978)
- Midnight Express (1978) – fiscal
- Sphinx (1981) – Bell Boy
- Trenchcoat (1983) – árabe
- Half Moon Street (1986) – primer diplomático
- Pascali's Island (1988) – Mardosian
- Indiana Jones y la última cruzada (1989) – Kazim
- Paparazzo (1995) – Mackenzie
- The Commissioner (1998) – comisario griego
- Belly of the Beast (2002) – Demetrio Altafini
- Flight of the Phoenix (2004) – Rady
- Renaissance (2006) – Nusrat Farfella (voz)
- The Palace (2011) – Sargento Karem Akalin
- Taken 2 (2012) – Inspector Durmaz
- Yozgat Blues (2013) – Sadettin Usta
- Şarkı Söyleyen Kadınlar (2013) – Mesut
- The Cut (2014) – Hagob Nakashian
- Exodus: Gods and Kings (2014) – Jethro
- Niyazi Gül Dörtnala (2015) – Süleyman
- The Promise (2016) – Vartan Boghossian